# Гадора
32°39′22″ пн. ш. 35°40′46″ сх. д. / 32.655998° пн. ш. 35.679352° сх. д.
Гадора — античне місто у Зайорданні, котре передувало сучасному Ес-Салту.

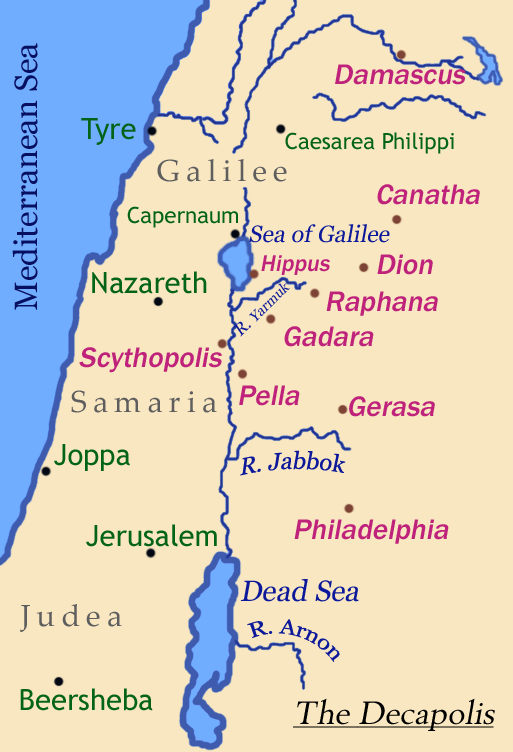
Карта Десятимістя. Гадора знаходилась західніше від Філадельфії на пів-дороги до Йордану

В елліністичний період більша частина Зайордання належала містам, з яких римляни в подальшому утворили Декаполіс. У той же час, певна територія південніше Пели та західніше Філадельфії – відома під назвою Перея – контролювалась юдеями. Важливим містом Переї була Гадора, розташована майже посередині між Філадельфією та Йорданом, південніше від притоки останнього Яббоку. За свідченням Йосипа Флавія, коли римський проконсул Авл Габіній у 57 році до н.е. провів в залежній від Риму Юдеї адміністративну реформу, Гадору визначили як одне з двох у Переї (поряд за Амафунтом – котрий лежав північніше між устям Яббоку та Пелою) та одне з п’яти у всій Юдеї міст, де розміщувались окружні управління.
У 68 році н.е., під час юдейського повстання, Веспасіан вирішив очистити від заколотників Перею. Мешканці Гадори, серед яких було чимало заможних людей, бажали запобігти руйнуванню міста і таємно закликали до себе римлян із обіцянкою підкоритись. При підході супротивника готові чинити опір юдеї виявили, що поступаються не лише римлянам, але навіть партії прихильників капітуляції. Вони втекли з Гадори, забивши наостанок першу людину в місті. Веспасіан послав услід загін, котрий у двох битвах (остання відбулась вже на березі Йордану) перебив велику кількість повсталих. Що стосуєтся Гадори, то її мешканці для заспокоєння римлян зруйнували укріплення та отримали римський гарнізон.
Про подальше перебування міста у складі римської імперії відомо небагато. В 181 році повз нього проклали другу дорогу від Філадельфії до Пелу (на додаток до дороги через Герасу), по якій могли переміщуватись товари між портами Середземного (вихід через Пелу на Кесарію та Птолемаїду) та Червоного (доступ від Філадельфії чере Via Traiana Nova) морів. Про наявність цієї дороги дізнались з віднайденого каменю відліку миль, котрий містив згадування Гадори.
Також можливо відзначити, що географ 2 століття Клавдій Птолемей включив Гадору до переліку міст «Декаполісу Келесирії». У цьому випадку він використовував поняття «Декаполіс» саме як географічне, оскільки Гадора мала небагато спільного з еллінізованими містами Зайордання (та й сам Декаполіс після 106 року був вже розділений між двома римськими провінціями).